# Moto Guzzi V7 Sport

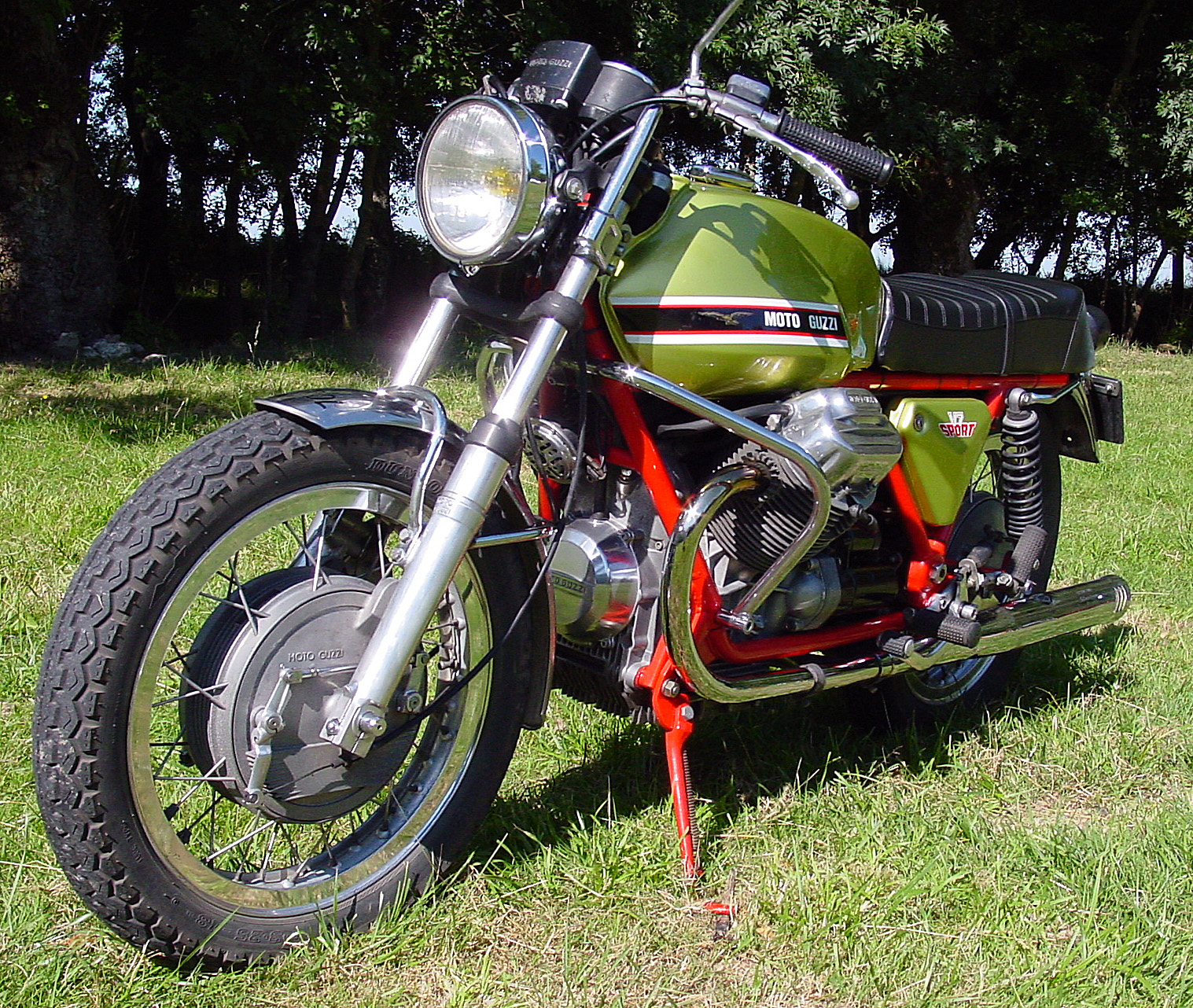
V7 Sport mit rotem Rahmen (1. Serie)

Die Moto Guzzi V7 Sport ist ein Motorrad, das der italienische Hersteller Moto Guzzi von Ende 1971 bis Anfang 1974 in Mandello del Lario baute.

## Geschichte
Ende 1965 stellte Moto Guzzi sein auf Vorschlag der italienischen Polizei entwickeltes erstes Motorrad mit V-Motor vor. Zwei Jahre später war das zivile Modell V7 in Italien erhältlich. Die Zahl hinter dem V wies auf den annähernden Hubraum von 700 cm³ des Motors hin. 1969 ersetzte das stärkere Modell V7 Special mit um 50 cm³ größerem Hubraum die V7. Für den US-amerikanischen Markt erschien die V7 Ambassador mit anderer farblicher Gestaltung und einer anderen Instrumentierung und Bedienung. Ab dem Modelljahr 1971 hieß das US-Modell V7 California.
Da Moto Guzzi am Anfang der 1970er Jahre wirtschaftlich wieder angeschlagen und die schwere, tourenorientierte V7 v. a. gegenüber japanischen Motorrädern leistungsmäßig nicht wettbewerbsfähig war, beauftragte der Geschäftsführer De Stefani den neuen technischen Direktor Lino Tonti, eine sportliche Maschine aus der V7 heraus zu konstruieren. Entwicklungsziele waren: 200 km/h Höchstgeschwindigkeit, weniger als 200 kg Leergewicht und ein zeitgemäßes Fünfganggetriebe. So entstand die bis auf den Motor komplett neuentwickelte V7 Sport mit etwas verkleinertem Hubraum, aber höherer Leistung und Fünfganggetriebe. Rahmen, Gabel, Hinterradschwinge, Tank, Zündung und Lichtmaschine wurden moderner konstruiert.
Im Juni 1971 startete ein Prototyp der neuen V7 Sport im 500-km-Rennen in Monza und erreichte auf Anhieb Rang 3. Das Sportmodell wurde im November 1971 auf der Messe EICMA in Mailand vorgestellt und ab Januar 1972 verkauft. In Deutschland lag der Einführungspreis bei damals sehr hohen 8.360 DM, während es das BMW-Spitzenmodell R 75/5 (allerdings mit „nur“ 175 km/h Höchstgeschwindigkeit) schon für 5.900 Mark gab.
Die V7 Sport wurde bereits 1974 von der 750 S abgelöst, auf die 1975 die 750 S3 und 1976 die legendäre 850 Le Mans folgten.

## Erkennungsmerkmale
Bei der ersten Kleinserie (Produktionsjahr 1971, 150 Exemplare mit den Rahmennummern VK-11111 bis VK-11261) ist der Rahmen der V7 Sport einschließlich Hinterradschwinge rot lackiert (auf Italienisch: telaio rosso, „roter Rahmen“). Die weiteren insgesamt 3541 Einheiten (Produktionsjahre 1972 bis 1974) haben schwarze Rahmenteile. Die erste Serie war ausschließlich limonengrün-metallic lackiert, die zweite Serie meistens schwarz. Daneben gab es aber auch andere Farben wie Dunkelrot, Gelb oder Grün. Die Varianten für den nordamerikanischen Markt haben teils andere Farben, zum Beispiel Rot mit silbernem Rahmen, ab Werk montierte Lucas-Blinker und ein größeres, verchromtes Rücklicht.
Da die Motorräder der ersten Kleinserie rar und teuer sind, wird oft zur Steigerung des Verkaufswertes anderer Moto-Guzzi-Modelle (V7 Sport der Hauptserie, 750 S/S3 oder aus Teilen unterschiedlicher Modelle zusammengebauter Maschinen) dadurch betrogen, dass der Rahmen rot sowie Tank und Seitendeckel limonengrün-metallic überlackiert werden.
An den Tankseiten der ersten und frühen zweiten Serie befinden sich Moto-Guzzi-Embleme als Abziehbilder. Ab 1973 wurde an den Tankseiten der Schriftzug „Moto Guzzi“ in erhabenen Lettern angebracht. Die Typenbezeichnung „V7 SPORT“ mit dem Adler-Logo steht bei allen Modellen als Abziehbild auf den dreieckigen, abschließbaren Seitenfächern.
Das Getriebegehäuse der 1. Serie ist relativ glatt, während es ab 1972 mit einigen Umfangs- und Längsrippen verstärkt wurde.
Die Schutzbleche sind aus nichtrostendem Stahl, das hintere kann hochgeklappt werden, um das Hinterrad zu demontieren. Der Scheinwerfer ist verchromt.
Die verchromten Auspuffrohre sind separat an beiden Maschinenseiten nach hinten gezogen und enden in Schalldämpfern in Tütenform mit drei vertikalen Schlitzen.

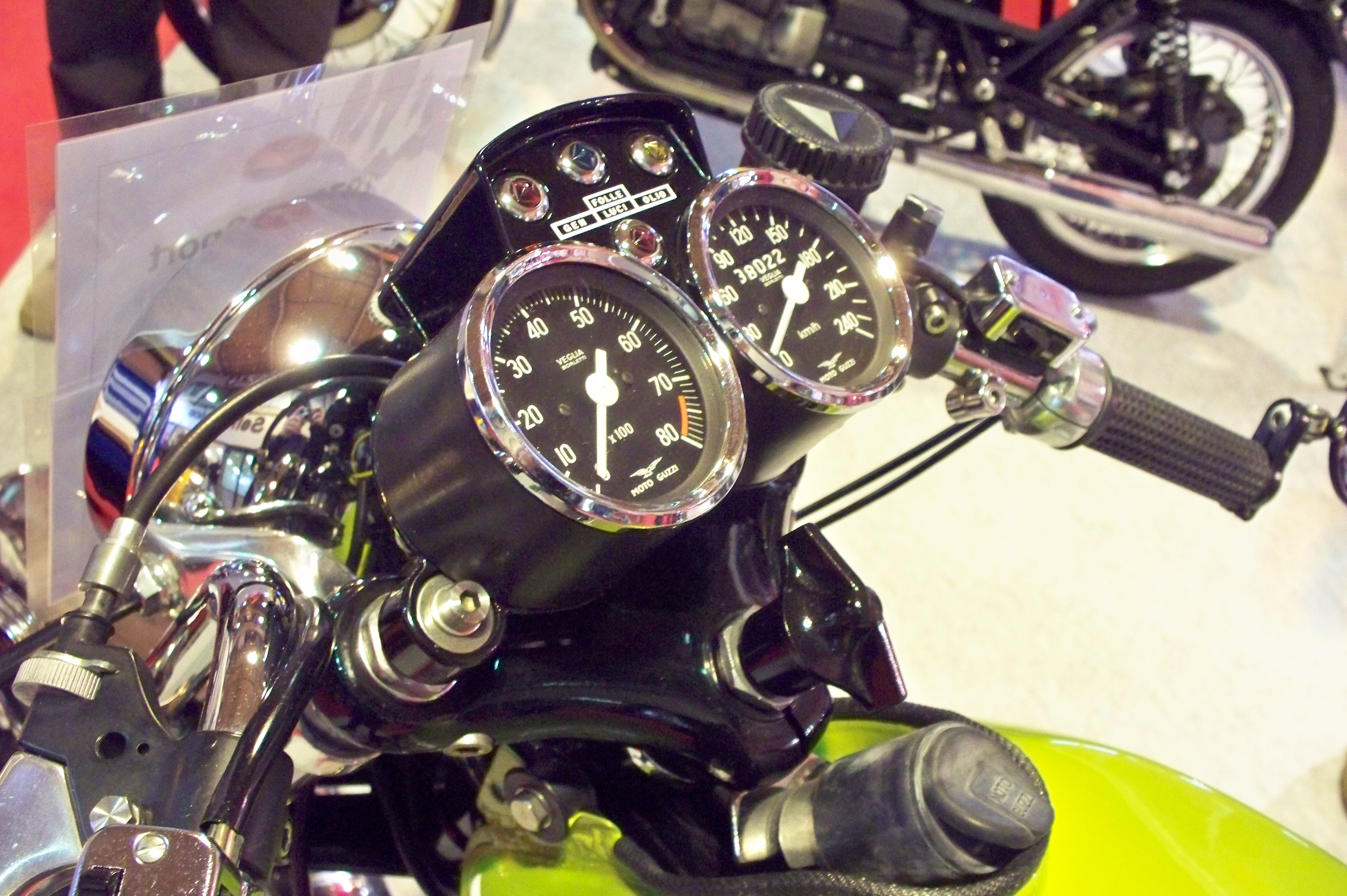
Instrumente der V7 Sport

## Technik

### Motor und Antrieb
Die V7 Sport hat einen längs eingebauten, luftgekühlten V2-Viertaktmotor mit 90° Zylinderwinkel. Die zwei Zylinder haben eine Bohrung von 82,5 mm, die Kolben einen Hub von 70 mm, das Verdichtungsverhältnis beträgt 9,8 : 1. Motor- und Getriebegehäuse, Zylinder und Zylinderköpfe sind aus Aluminium.
Die beiden hängenden Ventile pro Zylinder werden über Stößel, Stoßstangen und Kipphebel von der unten liegenden Nockenwelle gesteuert. Die Batteriezündung besteht aus zwei unter dem Tank eingebauten Zündspulen und einem Verteiler.
Das Gemisch wird von zwei Flachstromvergasern VHB30C von Dell’Orto mit 30 mm Durchlass und Rechteckschieber aufbereitet. Der Benzintank aus lackiertem Stahlblech hat ein Volumen von 22,5 Litern, der linke Benzinhahn wird mit einem Servoventil geöffnet bzw. geschlossen. Der Benzinverbrauch beträgt ca. 8,50 l/100 km.
Am vorderen Ende der zweifach gelagerten Kurbelwelle wird die Lichtmaschine direkt angetrieben. Ihr topfförmiger, polierter Aluminiumdeckel mit Moto-Guzzi-Schriftzug ist bis heute ein charakteristisches Merkmal fast aller Moto-Guzzi-Motorräder mit V2-Motor, so noch bei den aktuellen V7, V9 und V85 TT (Stand 2023). Auf dem hinteren Kurbelwellenstumpf befindet sich eine Zweischeiben-Trockenkupplung, über die die Motorkraft an ein separates, schrägverzahntes Fünfganggetriebe weitergeleitet wird. Das Getriebe ist mit einem Schaltpedal an der rechten Motorseite zu bedienen (bei US-amerikanischen Modellen sowie ab 1973 auch in Europa links); der erste Gang liegt unten. Mit dem Hinterrad ist das Getriebe durch eine Kardanwelle verbunden.

### Rahmen und Fahrwerk
Die V7 Sport bekam als erste Guzzi den von Lino Tonti entworfenen, hinten offenen „Tonti-Rahmen“ aus Stahlrohr mit geschraubten Unterzügen, der durch seine hohe Steifigkeit ein stabiles Fahrverhalten auch bei hoher Geschwindigkeit ermöglichte und seitdem für viele Jahre zum Standard-Rahmen der bis 1993 eingeführten großen Guzzi-Modelle wurde. Mit wenig Veränderungen blieb der „Tonti-Rahmen“ in der California 1100 bis 2012 in Produktion. Bei der ersten Kleinserie von 150 Exemplaren (1971) bestehen die leichteren, weil dünnwandigeren Rahmenrohre aus hochfestem Chrommolybdän-Stahl. Der Rahmen ist ab Werk rot lackiert (siehe Abschnitt „Erkennungsmerkmale“). Bei den weiteren Exemplaren wurde eine günstigere Stahlsorte eingesetzt, die Rohre mussten daher etwas dicker sein, der Rahmen ist ab Werk schwarz lackiert.
Die Hinterradschwinge aus Stahlrohr hat zwei Federbeine, die sich am Heckausleger abstützen. Das Vorderrad wird von einer Teleskopgabel aus poliertem Aluminiumguss geführt.

### Räder und Bremsen
Die 18″-Räder sind als Drahtspeichenräder mit Aluminium-Felgen ausgeführt und haben Vollnaben-Trommelbremsen mit 220 mm Durchmesser, vorn als Doppelduplexbremse. Einige 1973er Modelle wurden auf Wunsch bereits mit den zwei 300-mm-Scheibenbremsen der Nachfolgerin 750 S geliefert. Die hintere Bremse wird über einen Fußhebel an der linken Motorseite und ein Gestänge bedient, die vordere mit einem Seilzug vom Lenker aus.

## Trivia
In Italien bekam die V7 Sport im Volksmund wegen ihrer schmalen und niedrigen Linie den Spitznamen „Bassotto“ (deutsch : Dackel).